# Badarska kultura
Badarska kultura je kultura preddinastičnega Srednjega in Gornjega Egipta z najstarejšimi neposrednimi dokazi o stalnem kmetijstvu. Začela se je morda že okoli leta 5000 pr. n. št.   in cvetela v obdobju od leta  4400 do 4000 pr. n. št. Ime je dobila po mestu El-Badari v provinci Asyut, kjer so odkrili njene prve sledove.
S kulturo je povezanih okoli štirideset naselij in šeststo grobov. Pokopi pomembnejših članov skupnosti v ločenih delih pokopališč že kaže na socialno razslojevanje. Badarsko gospodarstvo je temeljilo predvsem na poljedelstvu, ribištvu in reji domačih živali. Med orodji so odkrili strgala,  luknjače, sekire, srpe in vbočene konice puščic. Na pokopališčih so odkrili ostanke govedi, psov in ovac. Kmetje so pridelovali pšenico, ječmen, lečo in gomolje. 
Večina védenja o badarski kulturi izvira predvsem s pokopališč.  Pokojnike so pokopali v skrčenem položaju, položene na rogoznico z glavo obrnjeno proti jugu in obrazom obrnjenim proti zahodu. Položaj se je odražal v kasnejšem  egipčanskem prepričanju, da je  na zahodu dežela mrtvih. Najbolj značilen element badarske kulture je lončenina z valovitim okrasnim vzorcem, ki so jo prilagali tudi v grobove. 

## Lokacija in odkritja
Badarsko kulturo so odkrili v  El-Badariju (arabsko البداري‎‎) v Gornjem Egiptu. Najdišče leži na vzhodni obali Nila  približno 200 km severozahodno od Luksorja (antične Tebe). Dolgo je okoli 30 km. Na njem je veliko preddinastičnih pokopališč, med katerimi so najpomembnejša Mostagedda, Deir Tasa in sam el-Badari, in najmanj enopreddinastično  naselje v Hammamiji. Prva izkopavanja sta vodila Guy Brunton in Gertrude Caton-Thompson v letih 1922 do 1931. V večini lokalnih pokopališč sta našla značilno keramično posodo, zlasti rdeče polirano s počrnelimi pokrovi, posodo iz terakote, slonokoščene človeške figurice, tablice iz skrilavca, kamnite vaze in orodje iz kremena. Najdbe s pokopališč so bile predmet številnih analiz, s katerimi se je poskušalo razjasniti kronologijo in družbeno zgodovino badarskega obdobja.

## Kulturne značilnosti
V badarskem obdobju so prebivalci pridelovali pšenico in ječmen, redili govedo, ovce in koze, ribarili v Nilu in lovili gazele. O njihovih zgradbah je malo znanega. Arheologi so na enem najdišču odkrili ostanke lesa, ki bi lahko bili ostanki koče ali zavetišča neznane oblike. Nekaj odkritih jam bi lahko služilo za skladiščenje žita. Na nekaj badarskih najdščih so odkrili tudi sledove iz kasnejšega preddinastičnega obdobja.
Badarska pogrebna oprema je bila relativno skromna. Pokojnike so pokopali zavite v  rogoznico ali živalske kože. V grob so priložili pokojnikove osebne predmete, na primer školjke ali kamnite koralde. Na kamnitih paletah so odkrili tudi ostanke zelenega malahita, ki je morda služil za ličenje.

## Trgovina
Bazaltne vaze, odkrite v badarskih mestih, so bile zagotovo trgovsko blago, ki je priplulo po reki s skrajnega severozahodnega dela Nilove delte. Školjke so v velikih količinah prihajale z  Rdečega morja, turkiz s Sinaja in baker s severa. Lonci s štirimi ročaji iz trde rožnate keramike so bili iz Sirije, črna lončenina  z belimi vrezanimi vzorci pa neposredno z zahoda ali juga. Plošče porfirita so bile iz Nubije, čeprav so verjetno izvirale z gora ob Rdečem morju. Pološčene koralde iz lojevca se zagotovo niso izdelovale ob srednjem Nilu. Vse to pomeni da Badarci niso bili izolirano pleme, ampak so imeli stike z vsemi kulturami v svoji okolici. Velikost in krhkost velikih loncev kaže tudi to, da niso bili nomadi, saj bi bila taka posoda zanje neuporabna.

## Izvor
Badarska kultura je imela več virov, od katerih je bil verjetno najmočnejši vpliv zahodne puščave. Kultura ni bila omejena samo na okolico Badarija, ker so podobne najdbe odkrili tudi daleč na jugu v Mahgar Denderi, Armantu, Elkabu in Nehenu in na vzhodu v Wadi Hammamatu.
Analize zob fosilov so pokazale, da so bili Badarci zelo sorodni z drugimi afroazijsko govorečimi ljudstvi iz severovzhodne Afrike in Magreba.

## Vir
- Guy Brunton, Gertrude Caton-Thompson: The Badarian Civilisation and Predynastic Remains near Badari, London: British School of Archaeology in Egypt, 1928.